# Quirino Toccacelli
Quirino Toccacelli o Toccaceli (Roma, 25 de desembre de 1916 - Roma, 24 de maig de 1982) va ser un ciclista italià, que fou professional entre 1940 i 1950.
En el seu palmarès destaquen les victòries al Giro del Laci del 1943 i la Milà-Màntua del 1947. Aquell mateix any va quedar 4t a la Volta a Catalunya.

## Palmarès
- 1943
  - 1r al Giro del Laci
- 1945
  - 1r del Circuit de la Vall del Liri
- 1946
  - 1r del Circuit de la Vall del Liri
- 1947
  - 1r a la Milà-Màntua

### Resultats al Giro d'Itàlia
- 1940. Abandona
- 1946. Abandona
- 1947. 32è de la classificació general
- 1948. 25è de la classificació general